# Sitatunga
Tragelaphus spekii
Répartition géographique
Espèce
Synonymes
- Limnotragus spekei[1]
- Tragelaphus spekei (Sclater, 1864) (préféré par BioLib)[1]
- Tragelaphus spekii Speke, 1863[1]

Statut de conservation UICN

 LC  : Préoccupation mineure
Statut CITES
Le sitatunga (Tragelaphus spekii), ou guib d'eau est un bovin du genre Tragelaphus (anciennement du genre Limnotragus). C'est la plus aquatique des antilopes car elle a la faculté de se nourrir en étant partiellement voire complètement immergée dans l'eau. Cette antilope est proche des bongos, koudous et élands. Le Guib d'eau est un excellent nageur et plongeur.

## Morphologie

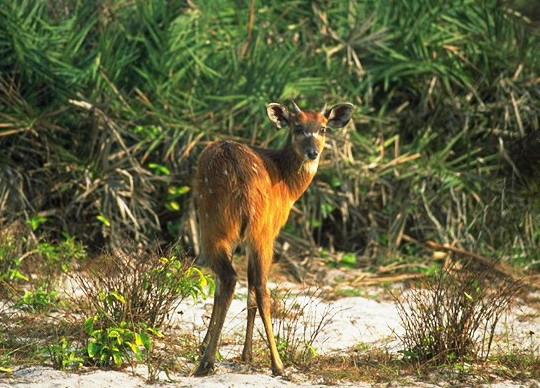
Jeune mâle Sitatunga.

Les mâles possèdent un pelage brun foncé, tandis que les femelles sont fauve-rougeâtre. Ils possèdent 6 rayures blanches et des taches blanches. Ils ont un croissant blanc sur la poitrine et sur la gorge. Leurs sabots sont longs, fins et largement écartés, signe particulier des antilopes adaptées à une vie semi-aquatique. Le poil aussi est adapté à une vie semi-aquatique, il est demi-dur, très long et régulier. Les mâles possèdent une fine crinière, ainsi que des cornes en spirales pouvant atteindre 90 cm. Les mâles mesurent 150 cm à 160 cm de longueur, les femelles mesurent 130 cm à 140 cm de longueur, avec une taille au garrot de 100 à 120 cm pour les mâles, contre 80 à 90 cm pour les femelles. Le poids des mâles varie de 70 à 110 kg, celui des femelles varie de 45 à 65 kg.

## Répartition
Afrique centrale, Afrique de l'Ouest, Afrique de l'Est : Angola, Cameroun, Congo-Kinshasa, Gabon, Gambie, Botswana, Zambie, Kenya, Malawi, Ouganda, Rwanda, Zimbabwe, Tanzanie, Soudan.

## Habitat
Il vit dans les grandes forêts tropicales africaines, et dans les zones humides marécageuses, les îlots, les marais de papyrus et roseaux.
Sa morphologie est adaptée aux zones marécageuses avec des sabots longs et largement écartés.

## Reproduction

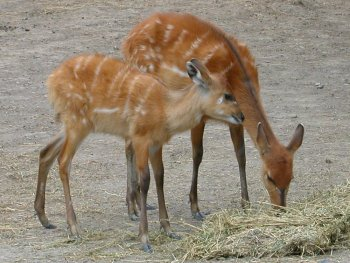
La femelle Sitatunga et son jeune n'ont pas de cornes et un pelage fauve rougeâtre marqué de rayures et de petites taches blanches.

Les accouplements peuvent avoir lieu toute l'année. La gestation dure 220 jours, 7 à 8 mois. La portée compte généralement un seul petit, parfois 2. La maturité sexuelle arrive à 1 an chez les femelles, et 1 an et demi chez les mâles.
Le Sitatunga peut vivre jusqu'à 19 ans.

## Régime alimentaire
Herbivores, feuilles, rameaux, herbes, plantes aquatiques et fruits.

## Prédateurs
Léopard, lion, hyène, crocodile, python. Pour échapper aux félins, il s'enfuit et plonge dans l'eau, ne laissant dépasser que le bout de son museau. Pour fuir le crocodile, c'est l'inverse il sort de l'eau. Les Guibs d'eau vivant dans l'Okavango, craignent davantage les lions et les hyènes durant la saison sèche, à cause de leurs courses gauches et relativement lentes (30 km/h) sur terrain sec. Par contre, elles sont plus rapides sur terrain aquatique, ils peuvent atteindre 60 km/h maximum.

## Captivité
Le sitatunga est commun dans les zoos européens et américains dans lesquels il se reproduit très bien. Certains parcs français hébergent beaucoup d'individus dans des conditions souvent proches de leurs milieux naturels.

## Liste des sous-espèces
Selon BioLib (14 août 2023) :
- sous-espèce Tragelaphus spekei gratus P. L. Sclater, 1880
- sous-espèce Tragelaphus spekei larkenii St. Leger, 1931
- sous-espèce Tragelaphus spekei selousi W. Rothschild, 1898
- sous-espèce Tragelaphus spekei spekei (Sclater, 1864)
- sous-espèce Tragelaphus spekei sylvestris Meinertzhagen, 1916

## Photographie

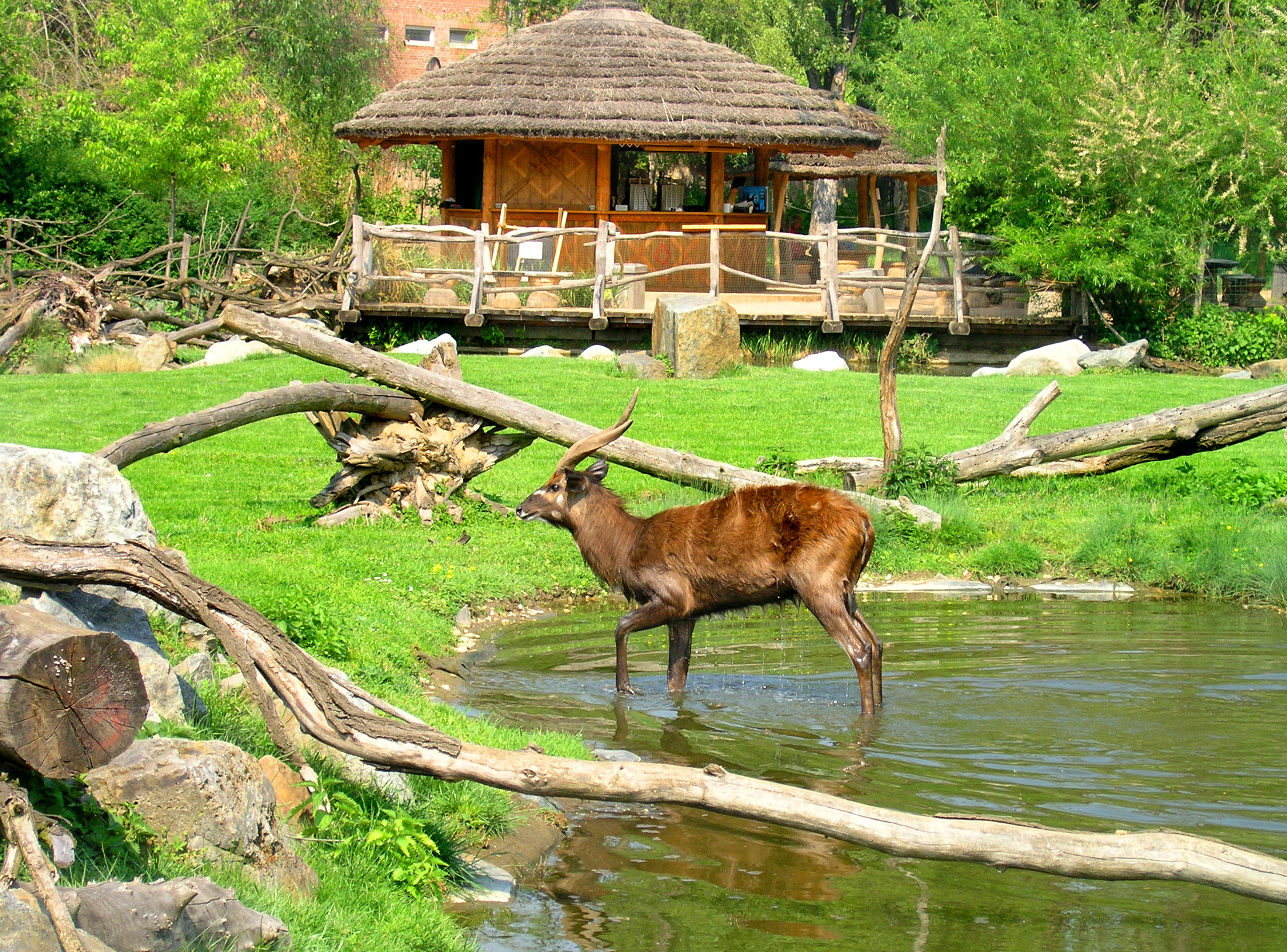
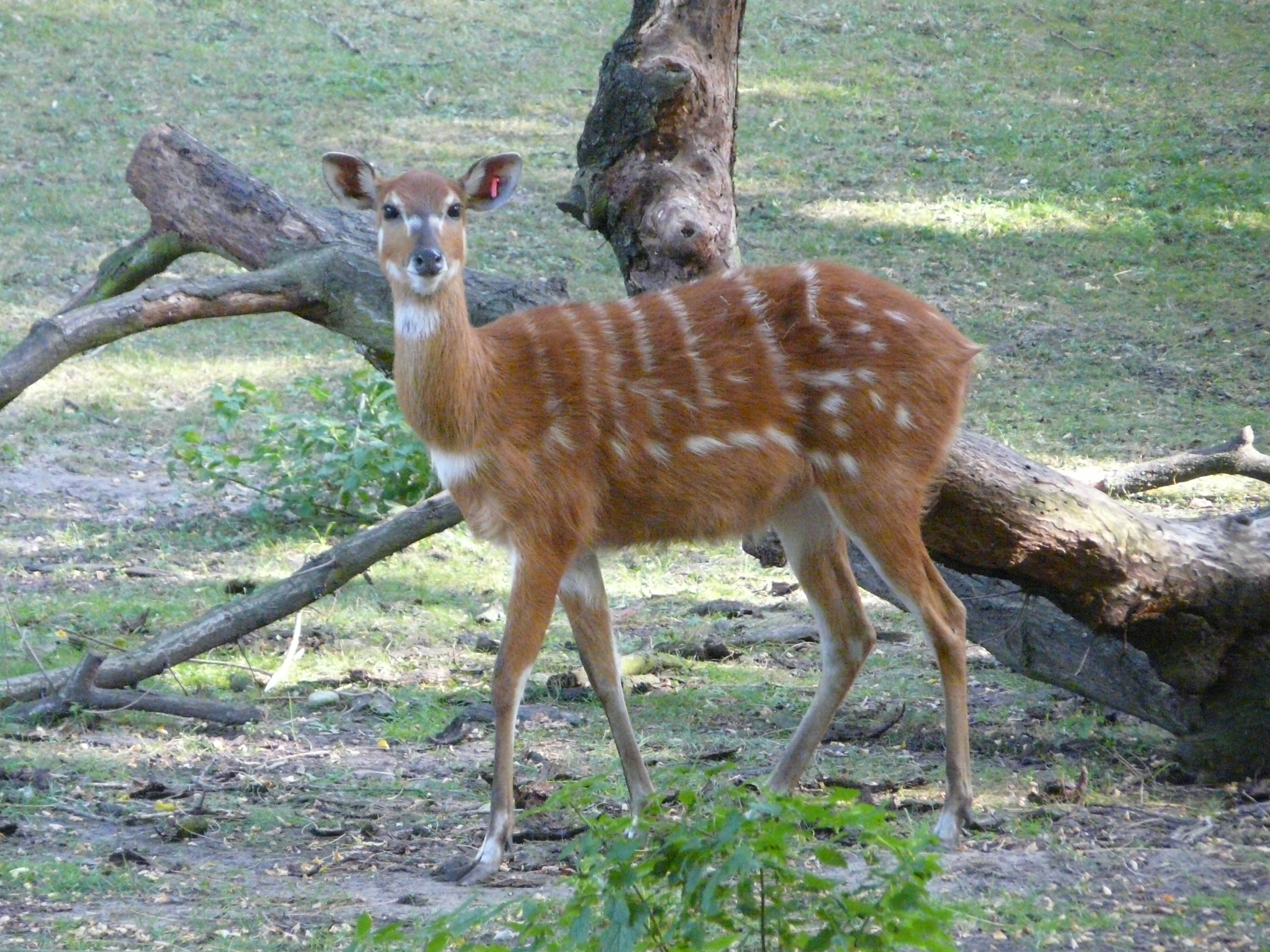
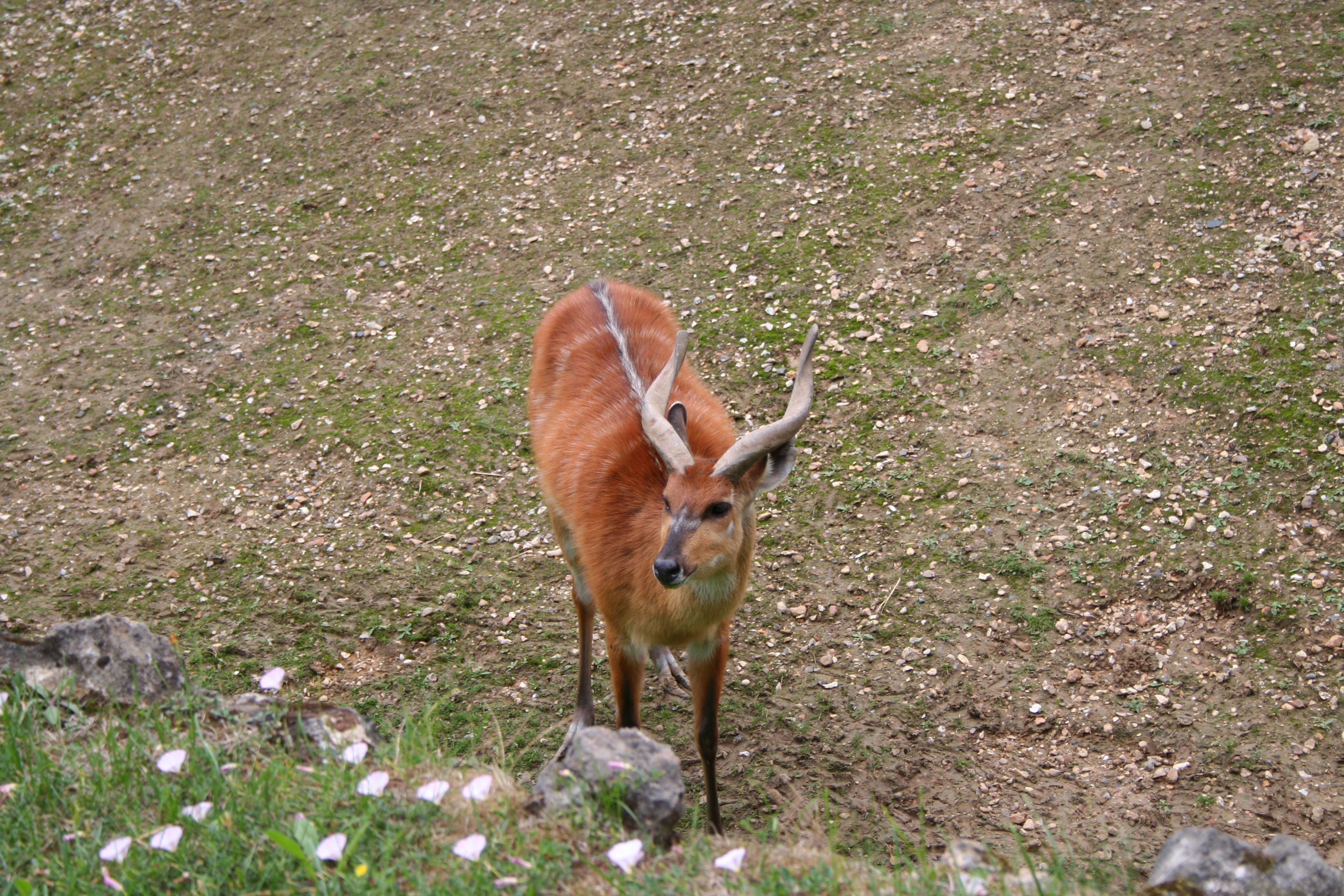
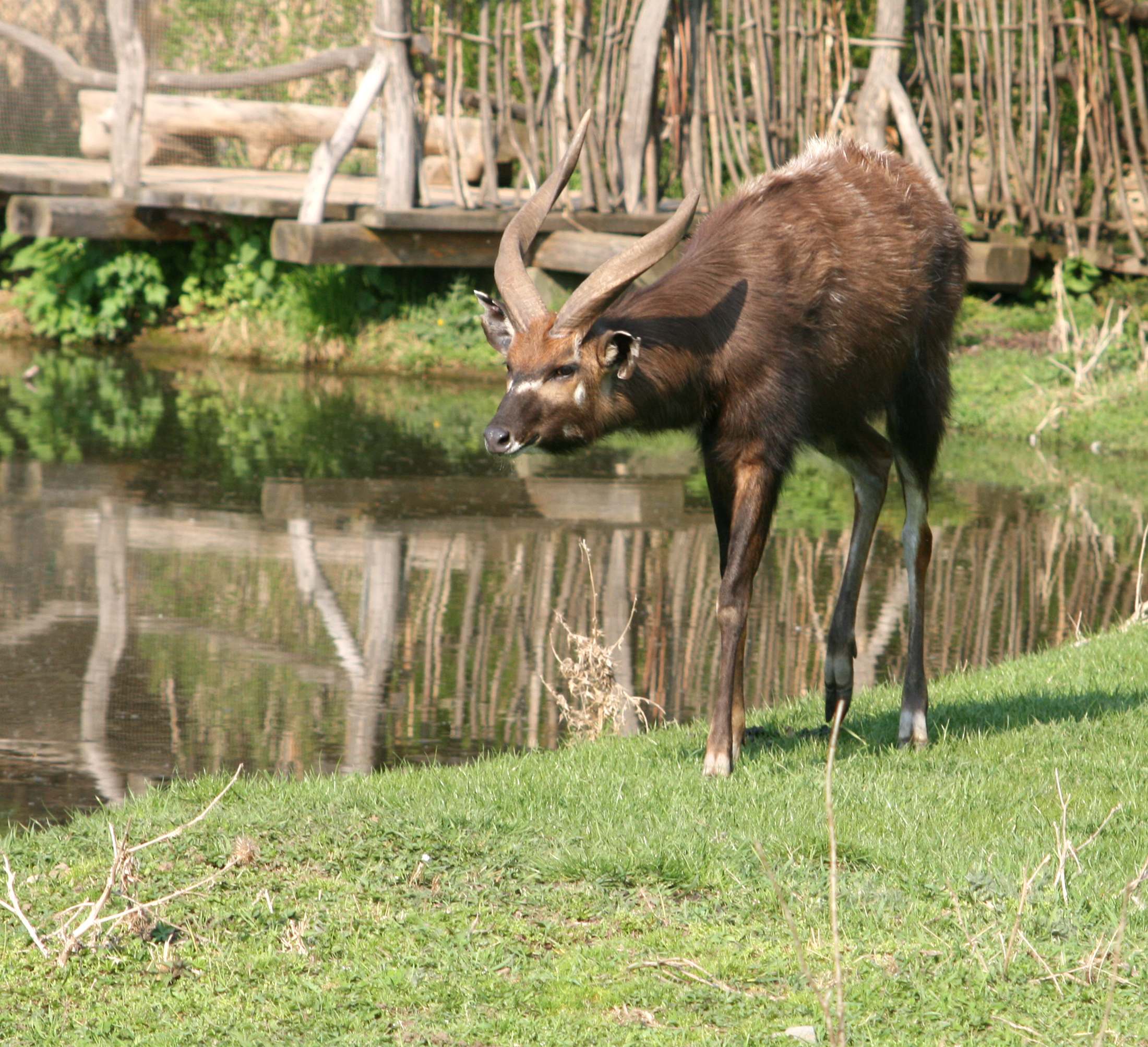
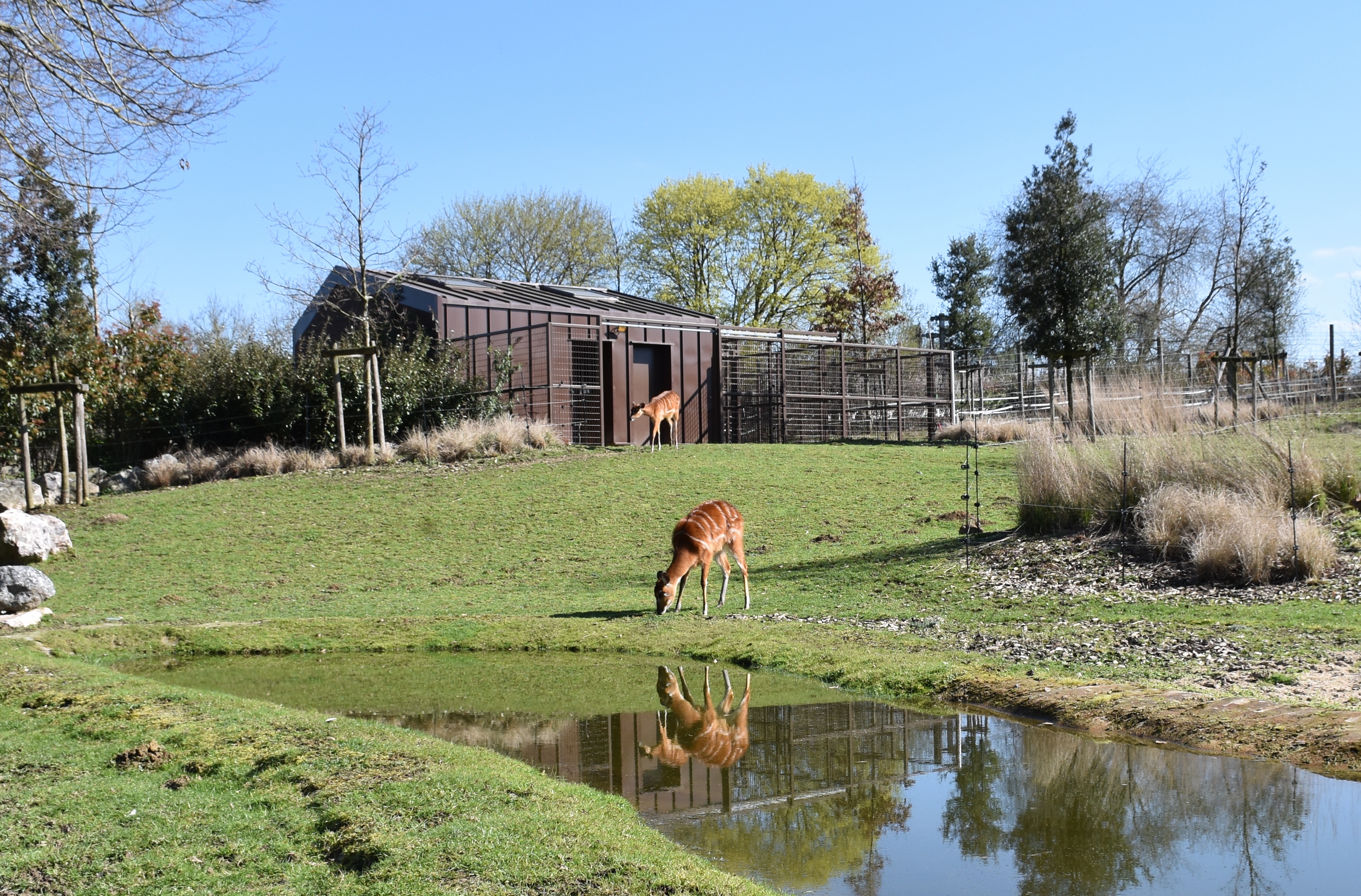
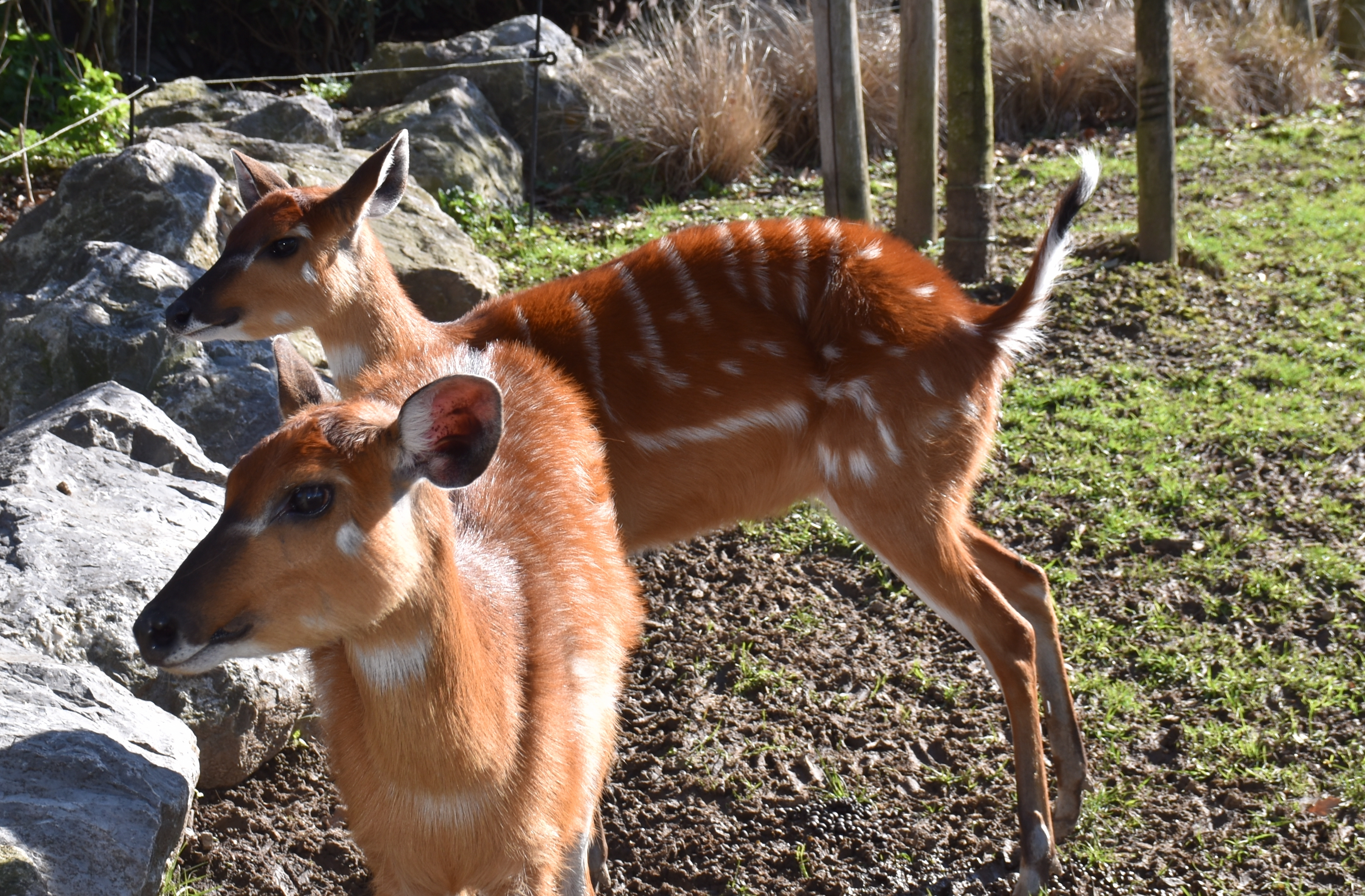

## Statut
UICN,
CITES: Annexe III,
Union européenne : Annexe C